# Гомільшанська лісова дача
Гомільша́нська Лісова́ Да́ча — ландшафтний заказник місцевого значення в Україні. Об'єкт природно-заповідного фонду Харківської області. 
Розташований на території Зміївського району Харківської області, на захід від села Суха Гомільша. 
Площа 9092 га. Статус отриманий у 1984 році. Перебуває у віданні ДП «Зміївське лісове господарство» (Гомільшанське л-во, кв. 1—125; Задонецьке л-во, кв. 173—207, 215; Таранівське л-во, кв. 105—115). 
Статус надано для збереження частини лісового масиву на правобережній частині долини річки Сіверський Донець. Своєрідний мальовничий ландшафт з нагірними дібровами, ярами та балками. Особливо цінним є фрагмент ландшафту — давньовікова діброва. 
Заказник «Гомільшанська Лісова Дача» входить до складу Національного природного парку «Гомільшанські ліси».

## Галерея

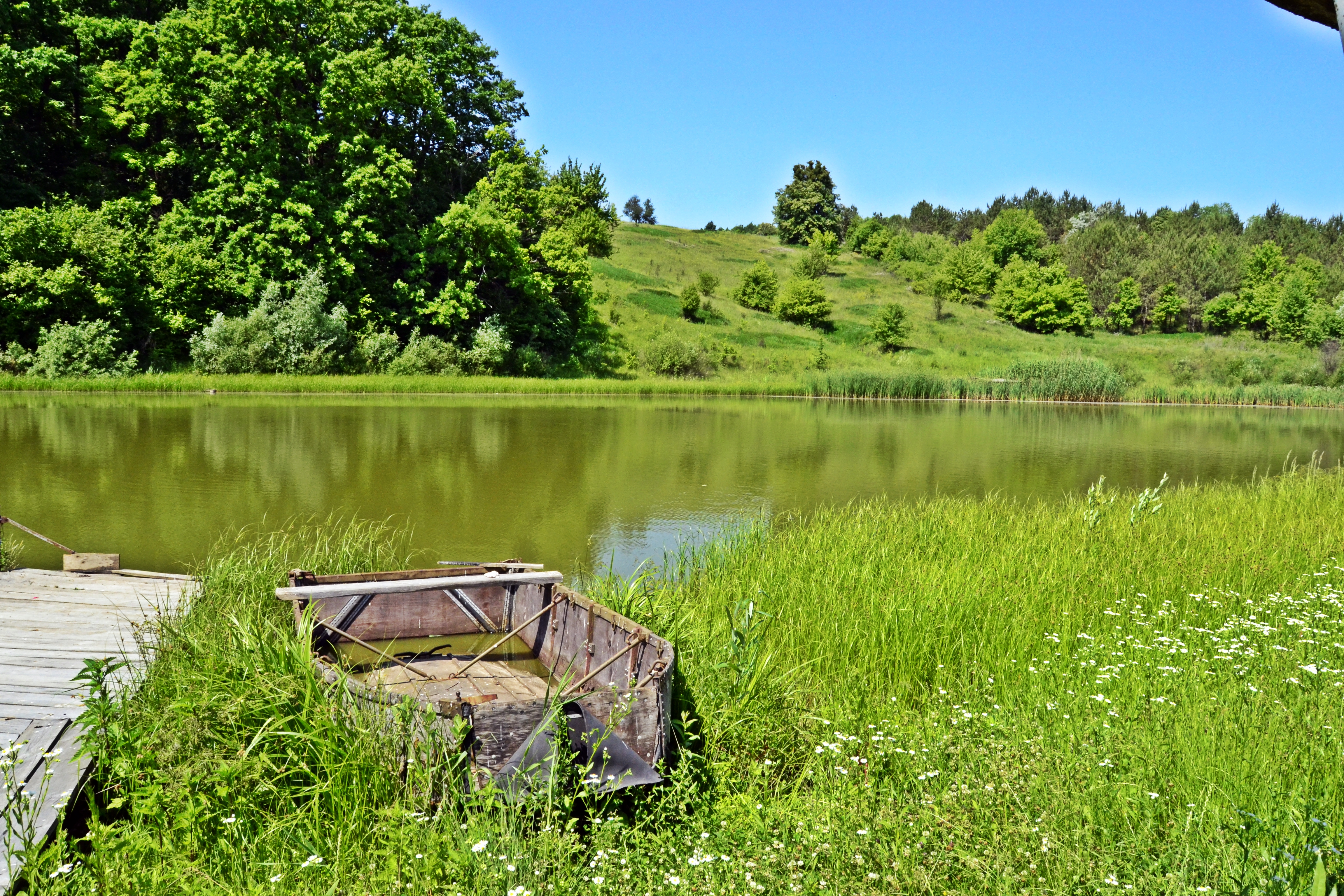
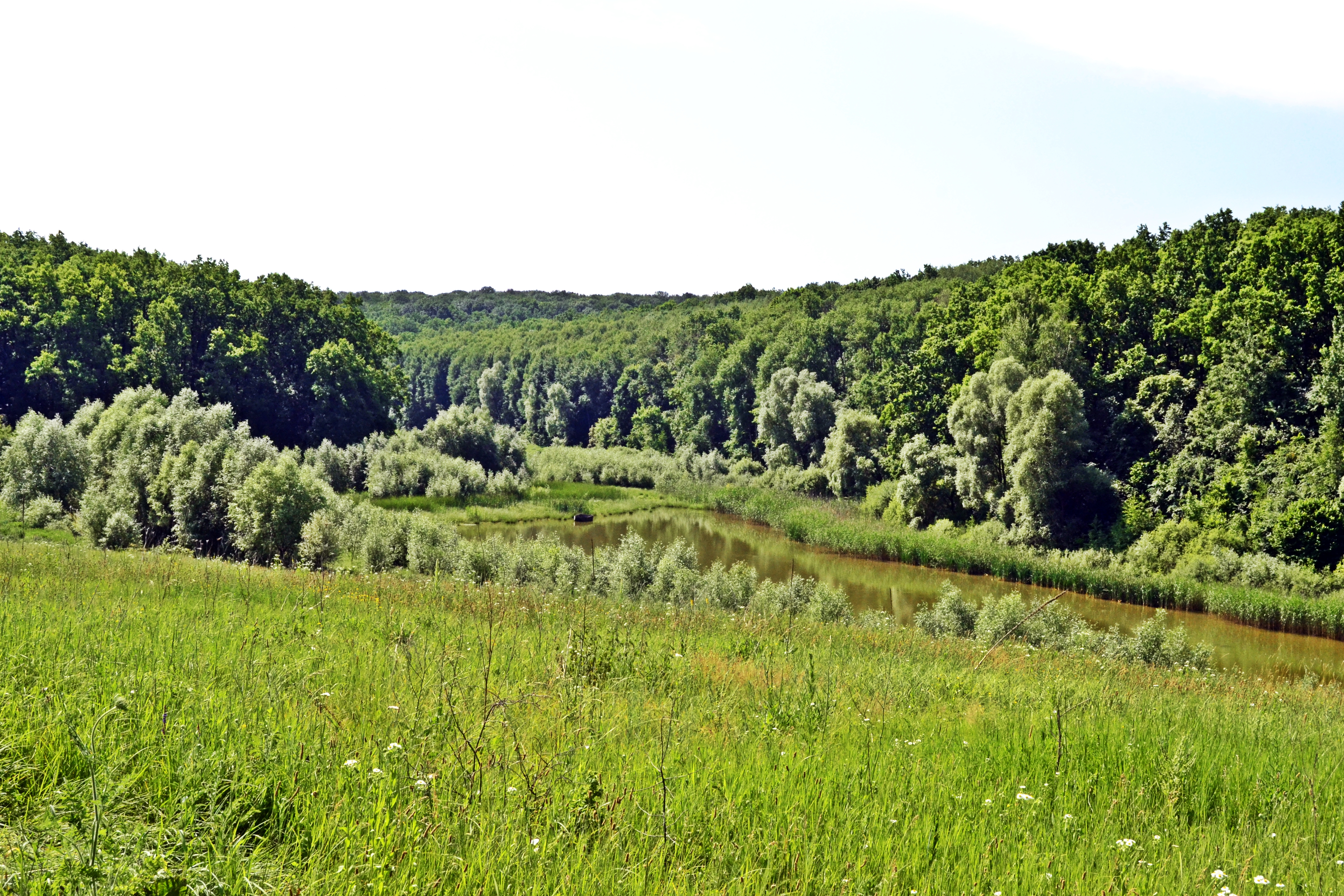
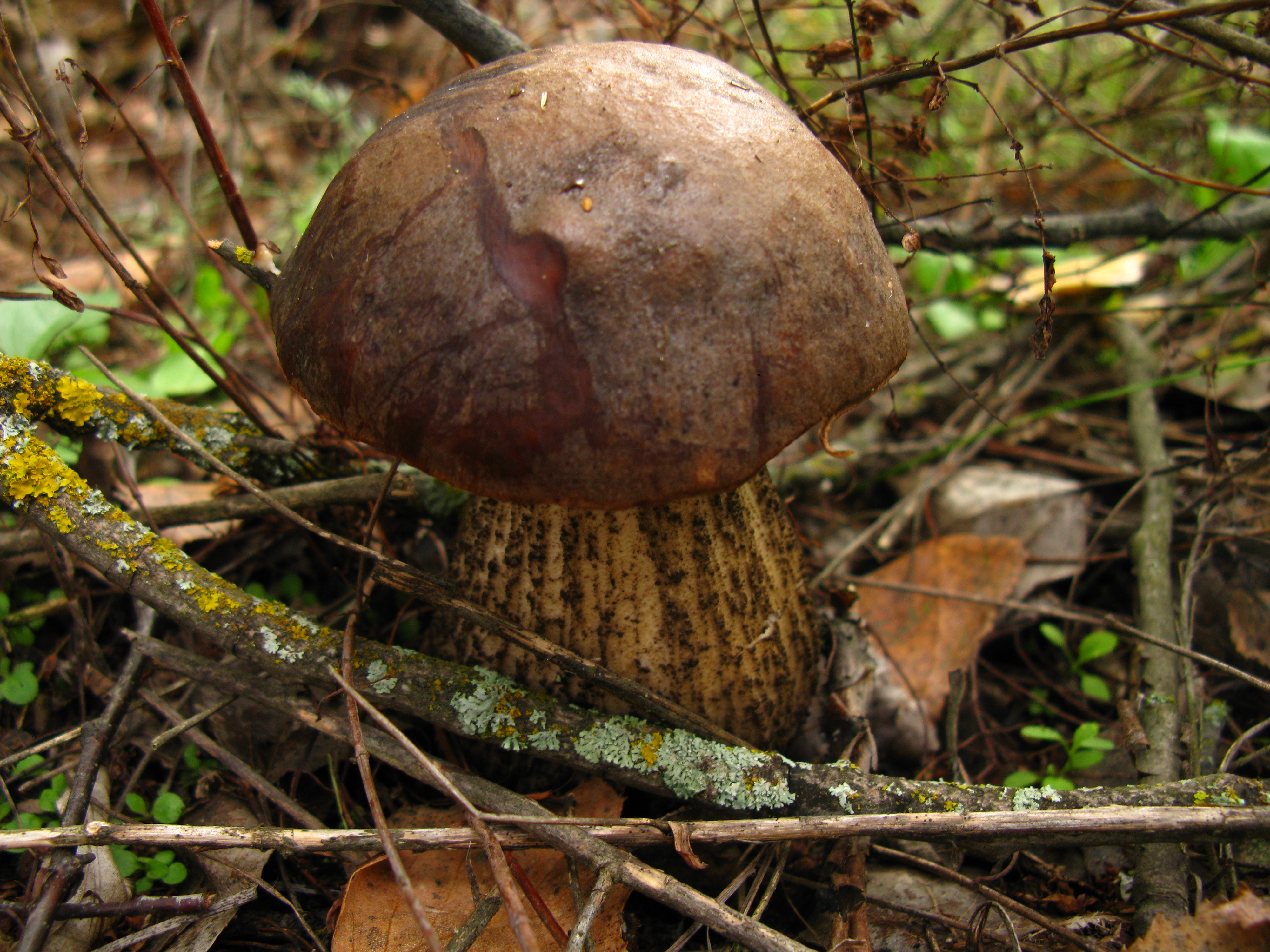
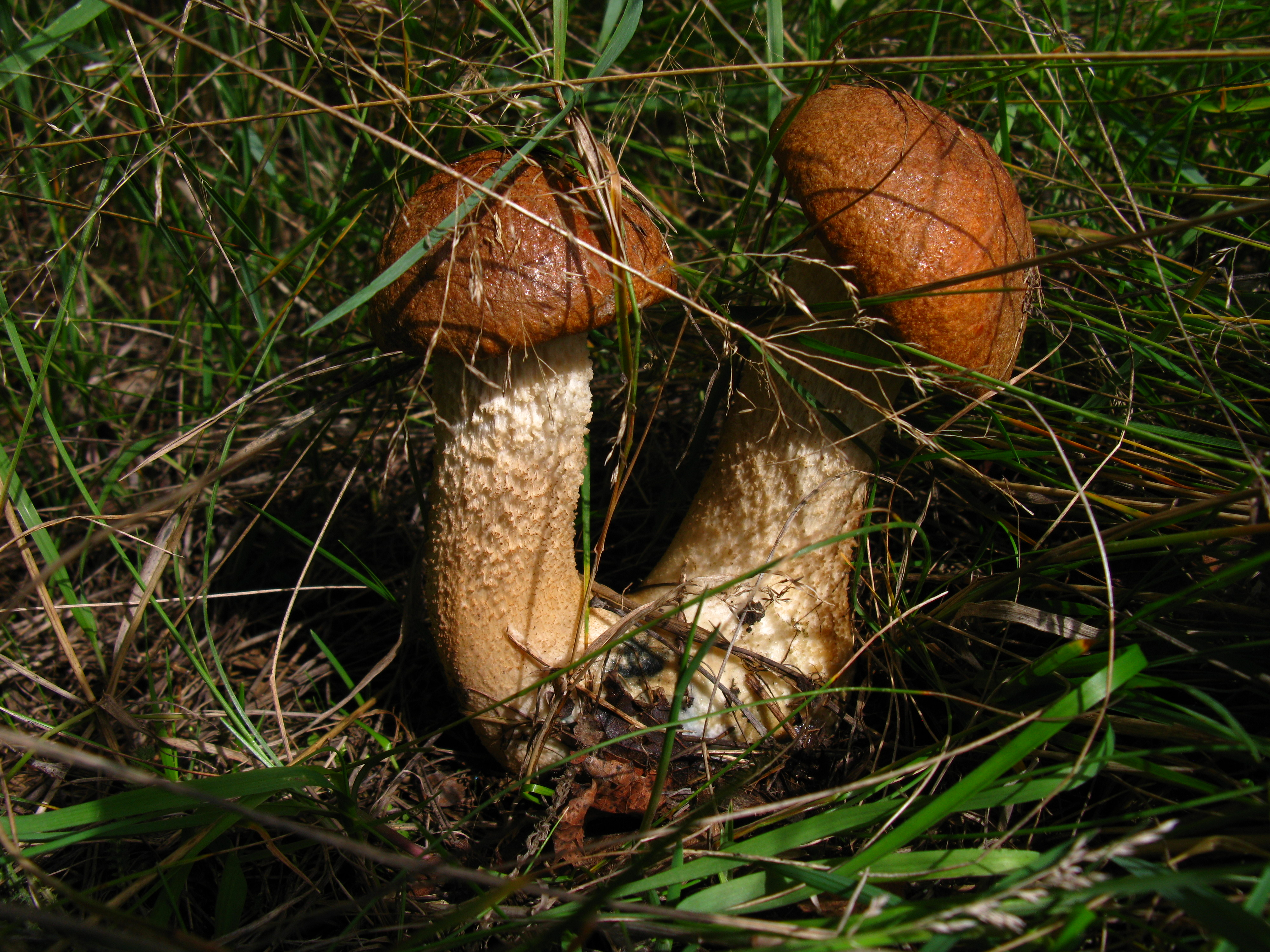
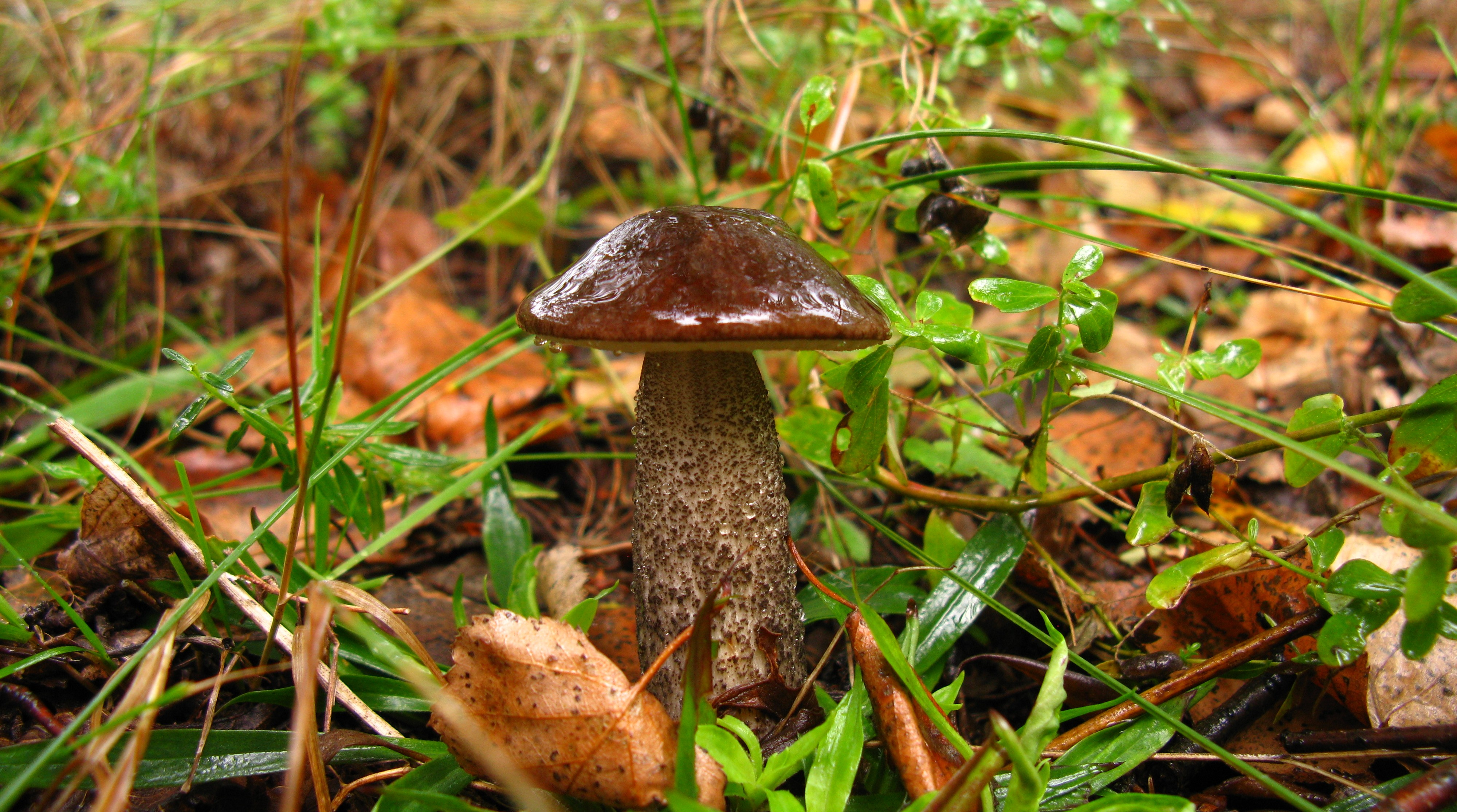
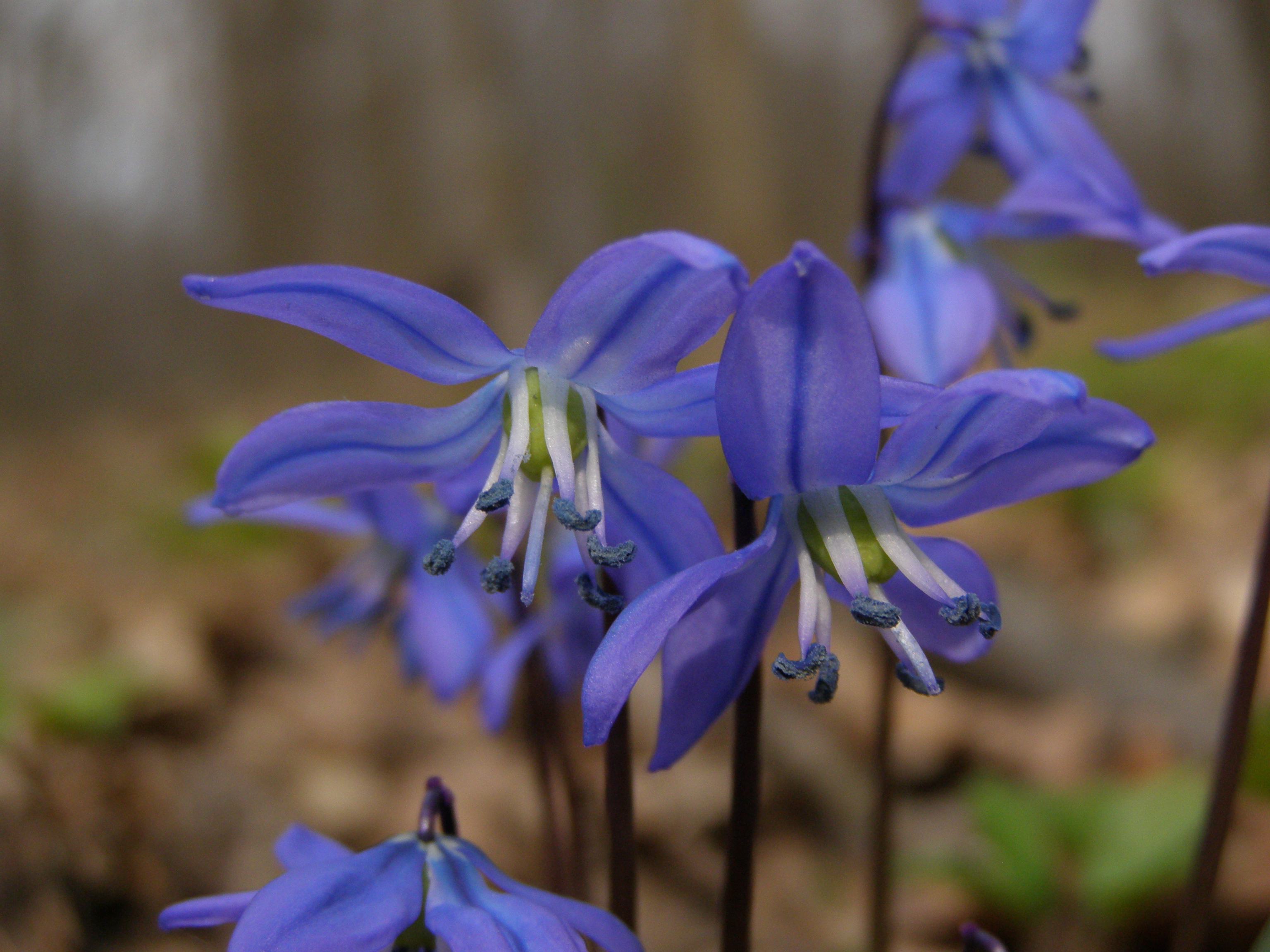
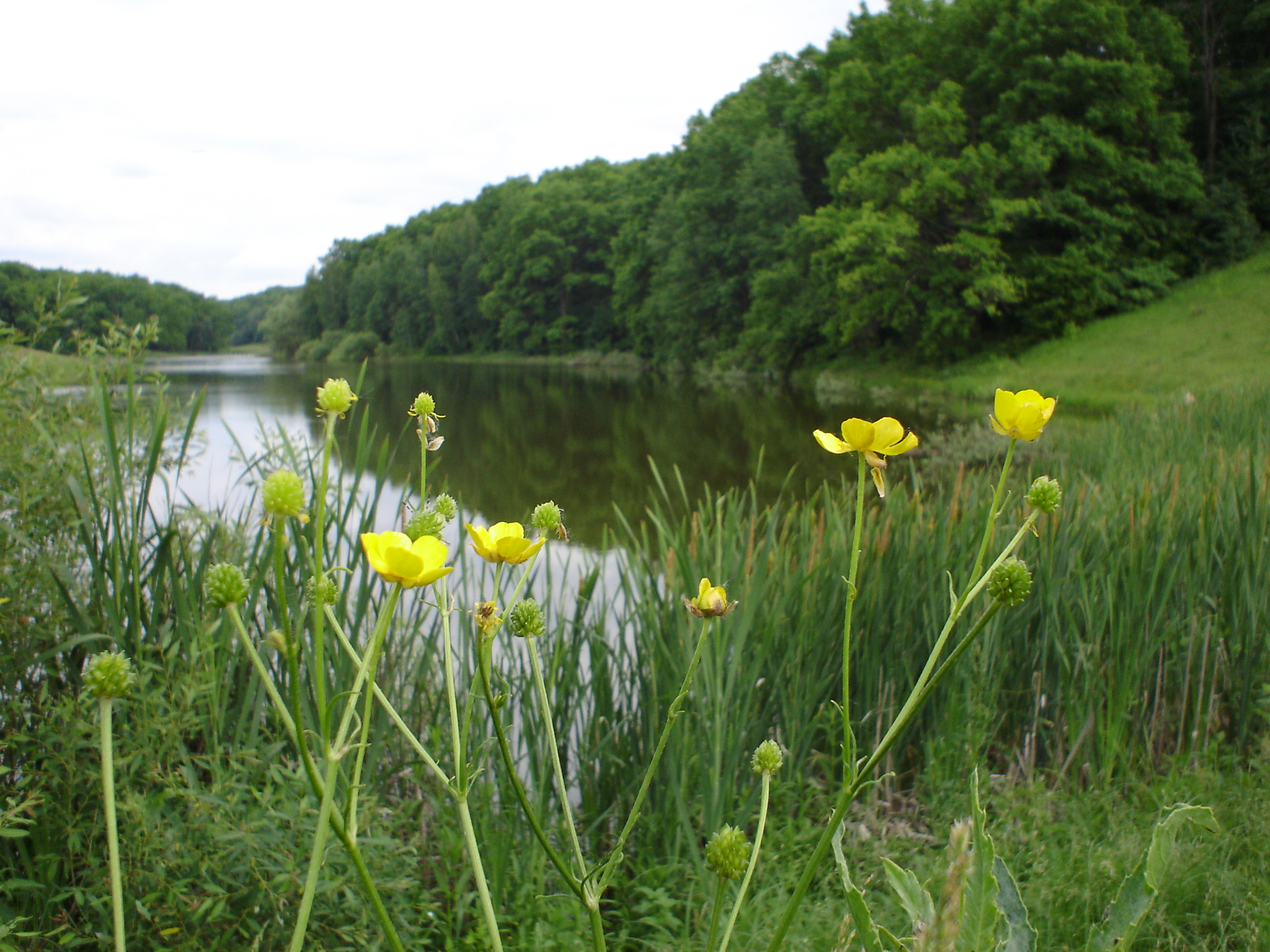
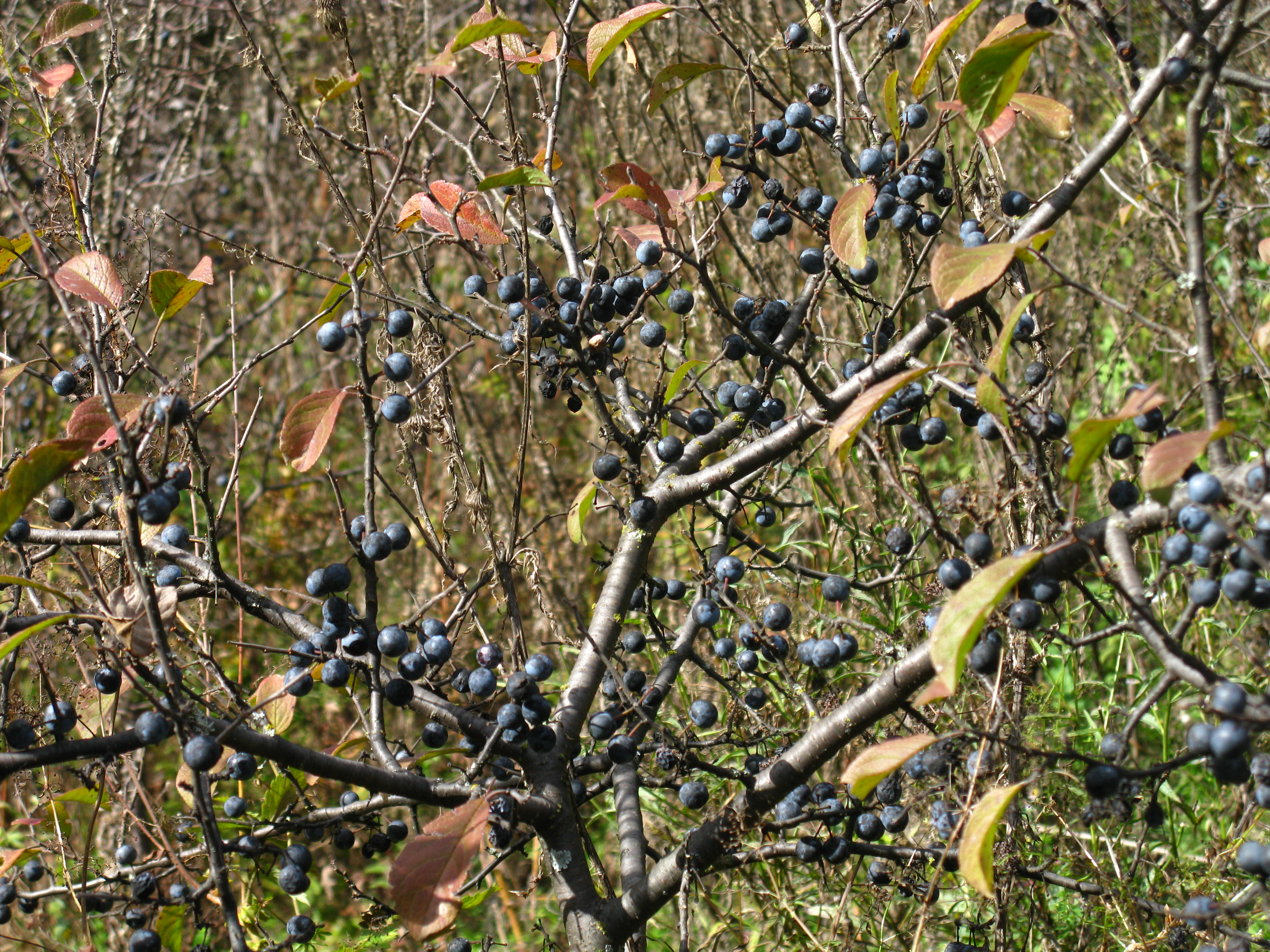
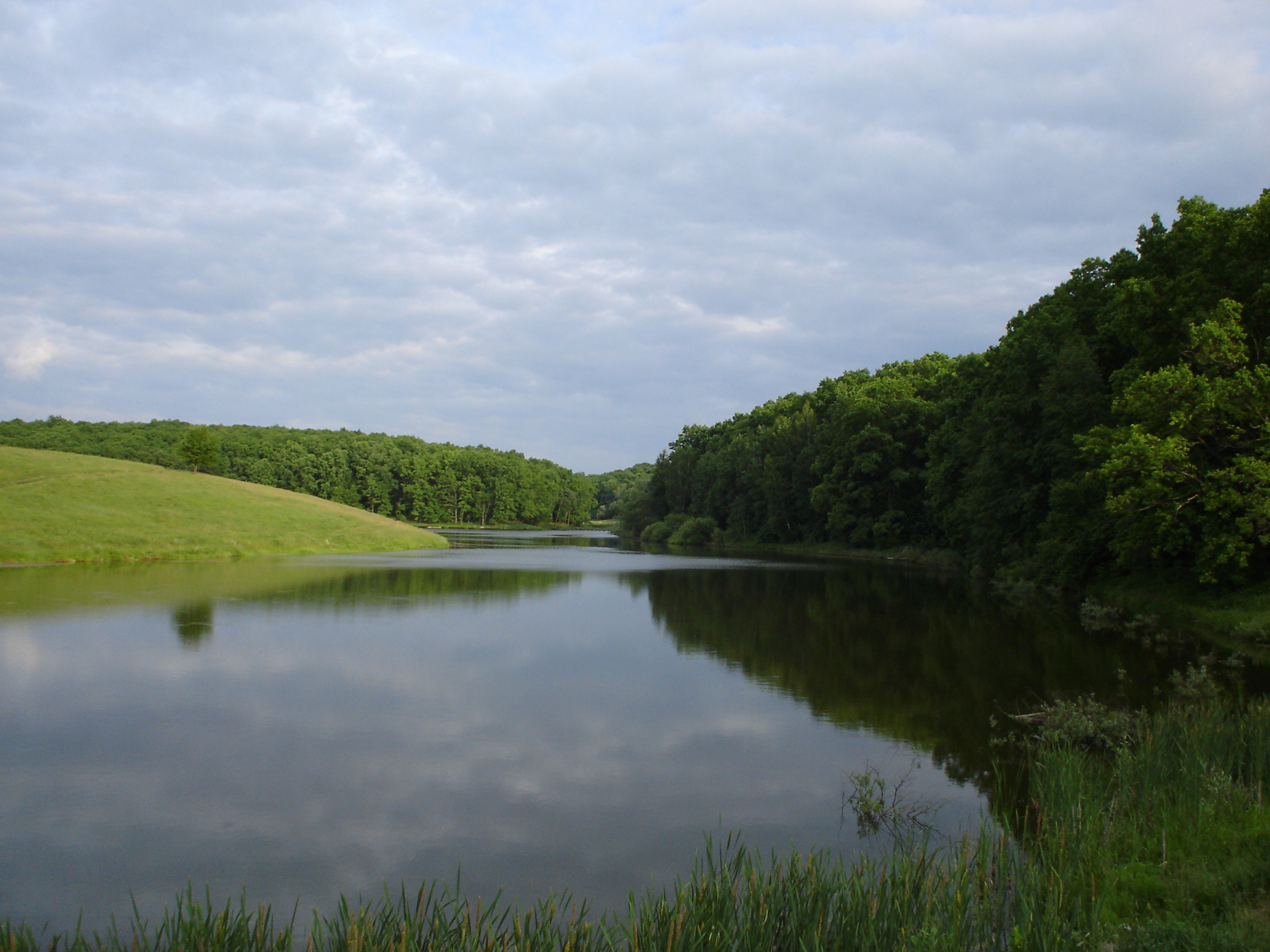